# A Thief in Paradise

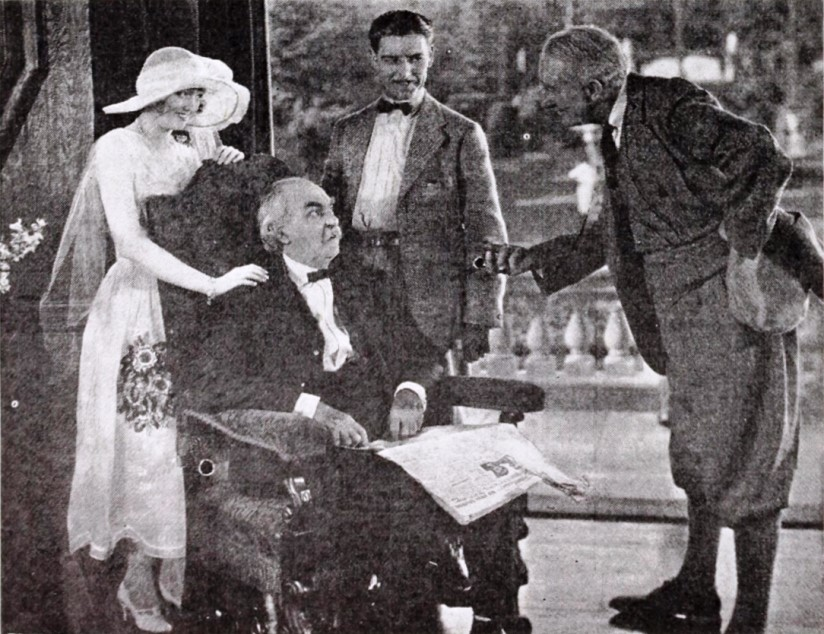
D'esquerra a dreta, Doris Kenyon, Claude Gillingwater, Ronald Colman i Alec B. Francis en un fotograma de la pel·lícula

A Thief in Paradise és una pel·lícula muda, dirigida per George Fitzmaurice i protagonitzada per Doris Kenyon i Ronald Colman, entre d'altres. La pel·lícula, que està basada en la novel·la “The Worldlings” (1900) de Leonard Merrick adaptada per Frances Marion, es va estrenar el 18 de gener de 1925. Es considera una pel·lícula perduda.

## Argument
Anys de fracassos i mala sort han convertit Maurice Blake en un rodamon a les Illes Samoa que es guanya precàriament la vida com a pescador de perles juntament amb el seu company Joel Jardine. Aquest és el fill desheretat d'un milionari de San Francisco. En un descens tots dos veuen una gran perla i lluiten sota l'aigua per a veure qui l'agafa. En aquell moment Philip és atacat per un tauró i mor. Aleshores, la seva companya, Rosa, informa Maurice que havien acabaven de rebre una carta del pare de Philip que deia que l'havia perdonat i li implorava que tornés a casa. El sobre conté 500 dòlars per pagar el viatge. Rosa, sabent que el pare no ha vist al seu fill d'ençà la joventut, persuadeix Maurice per a què assumeixi la identitat del difunt i, com dos lladres, viatgen als Estats Units.
La suplantació és un èxit, l'ancià Jardine se sent de seguida molt unit al nouvingut. La nova vida comporta moltes comoditats i luxes, prendre el sol a la piscina o contemplar un partit de polo entre noies rosses i morenes vestides en banyador. Allà, Maurice s'enamora d'Helen Saville, la filla del millor amic del pare, el bisbe protestant Saville. Rosa, gelosa ja que també està enamorada de Maurice, només manté silenci a canvi dels diners que aquest li dona. Finalment, Maurice, tot i els dubtes en la moralitat de fer-ho, decideix declarar el seu amor i els dos acaben casant-se. En el moment en què ell decideix que li ha d'explicar tot l'engany Rosa per despit, s'avança, li diu que és la seva amant i li ho explica tot. Helen marxa corrent i Maurice l'atrapa, admet que és un impostor. Veient el mal que ha causat, Maurice intenta suïcidar-se però el tret no és mortal. Helen, que l'ha perdonat, és qui ha tingut cura d'ell durant la convalescència i posteriorment es reconcilia amb el vell Jardine que decideix adoptar-lo. Rosa retorna a seva illa natal.

## Repartiment
- Doris Kenyon (Helen Saville)
- Ronald Colman (Maurice Blake)
- Aileen Pringle (Rosa Carmino)
- Claude Gillingwater (Noel Jardine)
- Alec B. Francis (bisbe Saville)
- John Patrick (Ned Whalen)
- Charles Youree (Philip Jardine)
- Etta Lee (donzella de Rosa)
- Lon Poff (secretari de Jardine)
- Nita Cavalier (jugadora de polo)[4]

## Producció
Part de l'acció es va rodar a la mansió del senador dels Estats Units Charles W. Clark a Del Monte (Califòrnia) i part dels exteriors a San Francisco. El rodatge va finalitzar a les acaballes de 1924. Entre les escenes de la pel·lícula que van ser més comentades en el seu moment hi ha el combat de polo entre rosses i morenes vestides en banyador i la lluita sota el mar entre els dos pescadors de perles. La producció va tenir un cost aproximat de 293.000 dòlars.